# Mieczysław Piszczkowski
Mieczysław Maria Władysław Piszczkowski (ur. 8 sierpnia 1901 w Mielnicy, zm. 23 maja 1981 w Krakowie) – polski historyk literatury polskiej.

## Życiorys
Był synem Zygmunta Piszczkowskiego, dyrektora cukrowni w Chodorowie i Wandy z Piętkowskich.  W latach 1919–1924 odbył studia na Wydziale Filozoficznym  Uniwersytetu Jana Kazimierza we Lwowie w zakresie filologii polskiej oraz historii Polski. W 1924 obronił doktorat pod kierunkiem  Wilhelma Bruchnalskiego na podstawie rozprawy Kształt i ruch w poezji Jakuba Trembeckiego. Habilitację uzyskał 24 czerwca 1933. Był docentem historii literatury polskiej Wydziału Humanistycznego Uniwersytetu Jana Kazimierza we Lwowie. W roku 1931 został członkiem Komisji Historii Literatury Polskiej PAU w Krakowie, a w 1934 — członkiem przybranym Towarzystwa Naukowego we Lwowie. Przed 1939 był redaktorem „Dziennika Polskiego” i członkiem Zrzeszenia Dziennikarzy Polskich Ziem Południowo-Wschodnich. 
W 1938 odznaczony został Złotym Krzyżem Zasługi. Od listopada 1939 przebywał w Krakowie, w 1941 przeniósł się do Rzeszowa. Po II wojnie światowej w 1946 został zatrudniony na  Uniwersytecie Jagiellońskim. Specjalista w zakresie literatury oświeceniowej. 16 maja 1958 został członkiem Komisji Historycznoliterackiej Oddziału PAN w Krakowie, a w okresie 1963-1966 pełnił funkcję wiceprzewodniczącego tej Komisji. 26 marca 1959 został profesorem nadzwyczajnym, 1 kwietnia 1969 nadano mu tytuł profesora zwyczajnego. Na emeryturę przeszedł we wrześniu 1971. Należał do Polskiej Korporacji Akademickiej „Leopolia”. 
Został pochowany 29 maja 1981 na cmentarzu Rakowickim w Krakowie

## Publikacje
- Zagadnienia wiejskie w literaturze polskiego Oświecenia
- monografia Ignacy Krasicki
- książeczka o lwowskim poecie Janie Zahradniku